# 聖費利佩德阿空加瓜省

聖費利佩德阿空加瓜省是智利的54個省份之一，位於該國中部，由瓦爾帕萊索大區負責管轄，首府設於聖費利佩，面積2,659平方公里，2002年人口131,911，人口密度每平方公里49.6人。

## 外部連結
- （西班牙文） Official link （页面存档备份，存于）